# Rhodographa phaeoplaga
Rhodographa phaeoplaga là một loài bướm đêm thuộc phân họ Arctiinae, họ Erebidae.